# Teuleria de la Grallera (la Granja d'Escarp)
La Teuleria de la Grallera és una obra de la Granja d'Escarp (Segrià) inclosa a l'Inventari del Patrimoni Arquitectònic de Catalunya.

## Descripció
Es tracta d'una teuleria en estat mitjà de conservació. La planta és quadrada i el parament és de maons disposats en filades en el canó i de carreus de mida irregular disposats de manera més desendreçada en la part exterior. No es conserva la coberta, però segurament seria a dos aiguavessos.
Les diverses obertures que presenta són allargades i amb forma d'arc apuntat una mica tosc. L'arc està fet de maó a tall de plec de llibre. El resultat és una pseudovolta de carreuons que connecta l'exterior de la teuleria amb el canó.
Els elements que conformaven el cobert per a guardar els feixos i altres cossos exteriors són els que més han patit el deteriorament.